# Zastupitelstvo města Karlovy Vary
Zastupitelstvo města Karlovy Vary je voleným orgánem Karlových Varů. Od roku 2014, kdy došlo ke snížení počtu zastupitelů kvůli poklesu počtu obyvatel města pod 50 000 obyvatel, je složeno ze 35 zastupitelů (do té doby 38 zastupitelů). Zastupitelé jsou voleni v rámci komunálních voleb na 4 roky.
Zastupitelstvo zasedá zpravidla sedmkrát ročně. Všechna zasedání jsou veřejně přístupná a ze záznamu dostupná na internetových stránkách Magistrátu města Karlovy Vary.
Jednání zastupitelstva se konají na různých částech města. Časté je jednání v jednácím sále Krajského úřadu Karlovarského kraje, v Lidovém domě ve Staré Roli, v Alžbětiných lázních, v Národním domě nebo v budově Magistrátu města Karlovy Vary.
Současný jednací řád zastupitelstva byl schválen v roce 2017. Podle jednacího řádu se schází zastupitelstvo podle potřeby, nejméně jedenkrát za tři měsíce.

## Volby do zastupitelstva[5]

### Rozdělení mandátů v jednotlivých volebních obdobích
| Politické uskupení                                 | 1990 1994 | 1994 1998 | 1998 2002 | 2002 2006 | 2006 2010 | 2010 2014 | 2014 2018 | 2018 2022 | 2022 2024 |
| -------------------------------------------------- | --------- | --------- | --------- | --------- | --------- | --------- | --------- | --------- | --------- |
| SOCDEM                                             | 3a        | 7         | 8         | 7         | 9         | 7         | 5         | -         | -         |
| ODS                                                | -         | 9         | 13        | 10        | 15        | 7         | 2         | 3         | 3 h       |
| KSČM                                               | 7b        | 4d        | 4         | 6         | 5         | 4         | 3         | 2         | -         |
| Karlovarská občanská alternativa                   | -         | -         | -         | -         | 3         | 8         | 9         | 5         | 4         |
| ANO                                                | -         | -         | -         | -         | -         | -         | 6         | 12        | 14        |
| TOP 09                                             | -         | -         | -         | -         | -         | 4         | -         | -         | -         |
| STAN                                               | -         | -         | -         | -         | -         | -         | -         | -         | 2         |
| SPD                                                | -         | -         | -         | -         | -         | -         | -         | -         | 4         |
| ALTERNATIVA                                        | -         | -         | -         | -         | -         | 5         | 2         | -         | -         |
| Hnutí O co jim jde?!                               | -         | -         | -         | -         | -         | 3         | 2         | -         | -         |
| Karlovaráci                                        | -         | -         | -         | -         | -         | -         | 5         | 8         | 5         |
| Piráti                                             | -         | -         | -         | -         | -         | -         | -         | 5         | 2         |
| Zelení                                             | 1         | 3g        | 1         | 2         | 2         | -         | -         | -         | -         |
| SNK ED                                             | -         | -         | -         | -         | 2         | -         | -         | -         | -         |
| KDU-ČSL                                            | 4c        | 1         | 1         | -         | 2e        | -         | 1         | -         | 1 h       |
| Sdružení nezávislých                               | -         | -         | -         | 4         | -         | -         | -         | -         | -         |
| Karlovarská koalice                                | -         | -         | -         | 9         | -         | -         | -         | -         | -         |
| US                                                 | -         | -         | 2         | -         | -         | -         | -         | -         | -         |
| ODA                                                | -         | 3d        | 2d        | -         | -         | -         | -         | -         | -         |
| NEZÁVISLÍ                                          | -         | -         | 1         | -         | -         | -         | -         | -         | -         |
| Občanská koalice - Politický klub                  | -         | -         | 1         | -         | -         | -         | -         | -         | -         |
| DEU                                                | -         | 1d        | 2         | -         | -         | -         | -         | -         | -         |
| VPM                                                | -         | -         | 2         | -         | -         | -         | -         | -         | -         |
| Živnostenská strana                                | -         | -         | 1         | -         | -         | -         | -         | -         | -         |
| Sdružení nezávislých kandidátů                     | 19        | 3         | -         | -         | -         | -         | -         | -         | -         |
| Koalice SPR-RSČ, SDČR                              | -         | 1         | -         | -         | -         | -         | -         | -         | -         |
| Sdružení KDS, NK                                   | -         | 1d        | -         | -         | -         | -         | -         | -         | -         |
| Strana demokratické levice                         | -         | 1         | -         | -         | -         | -         | -         | -         | -         |
| SD(OH)                                             | -         | 4d        | -         | -         | -         | -         | -         | -         | -         |
| Občanské fórum                                     | 13        | -         | -         | -         | -         | -         | -         | -         | -         |
| Nezávislí kandidáti                                | 5         | -         | -         | -         | -         | -         | -         | -         | -         |
| Volební sdružení československých podnikatelů v ČR | 5         | -         | -         | -         | -         | -         | -         | -         | -         |
| Hnutí za občanskou svobodu                         | 1         | -         | -         | -         | -         | -         | -         | -         | -         |
| Národně sociální strana                            | 2         | -         | -         | -         | -         | -         | -         | -         | -         |
| Celkem                                             | 60        | 38        | 38        | 38        | 38        | 38        | 35        | 35        | 35        |

a) kandidovala pod názvem Československá sociální demokracie, b) kandidovala pod názvem Komunistická strana Československa, c) kandidovala samostatně KDU (1 mandát) a ČSL (4 mandáty), d) ve sdružení s NK, e) v koalici s VPM, f) O co jim jde?!, KDU-ČSL, Piráty a SZ, g) v koalici se SPŽR h) v koalici SPOLU